# 오펜시브 가드

공격 포메이션에서 가드의 위치

미식축구와 캐나다식 축구에 있어, 오펜시브 가드(offensive guard / OG) 혹은 가드(guard / G)는 오펜시브 라인에 있어 센터와 오펜시브 태클 사이에 위치하는 선수이다.
가드의 임무는 패스 플레이시 다가오는 디펜시브 라인과 라인배커로부터 쿼터백을 보호하고, 러닝 플레이시 러닝백이 뚫고 지나갈 구멍을 만들어내는 것이다. 가드는 빠른 블로킹과 "풀링(pulling - 러닝백의 앞으로 뛰쳐나가 러닝백을 위해 블로킹을 하는 것)"을 수행한다. 가드는 자동적으로 무자격 리시버로 간주되며 "펌블을 리커버할 경우" 또는 "볼이 수비수나 자격 있는 리시버들의 손을 한번 이상 거쳤을 경우"를 제외하고는 패스를 건드릴 수 없다.
가드는 다른 라인맨들처럼 오늘날 대개 300파운드(135킬로그램)을 초과한다. 현재, 가장 무거운 NFL 선발 가드는 캐롤라이나 팬서스의 Toniu Fonoti로 390파운드(177킬로그램)이다. 가장 가벼운 선수는 예전 시애틀 시호크스, 애리조나 카디널스, 뉴욕 제츠에서 뛰었고 현재는 워싱턴 레드스킨스에 소속되어 있는 Pete Kendall로 280파운드(127킬로그램)이다. 지금까지 미식축구 명예의 전당에 300파운드가 넘는 라인맨이 헌액된 적은 없지만, 이정도의 중량을 가진 라인맨들이 유행하기 시작했던 것은 1980년대 중반부터다.
Dick Schaap와 공동으로 집필한 그의 책 Instant Replay에서 그린베이 패커스의 라이트 가드 Jerry Kramer는 Vince Lombardi감독과 함께했던 마지막 해인 1967년에 NFL 가드로서 겪은 많은 시련들에 대해 저술했다. Lombardi 자신 또한 라이트 가드(그 당시로서도 작은 체구인 5피트 8인치, 185파운드 / 173cm, 84kg였다) 로서 1930년대 중반 Seven Blocks of Granite라는 이름으로 유명한 Fordham University 미식축구팀의 오펜시브 라인을 구성했다.
Kramer는 역사상 가장 위대한 풀링 가드로 평가받고 있다. 레프트 가드인 Fuzzy Thurston과 팀을 이뤄 이들의 협력관계는 1960년대 명성을 얻은 "Packer Sweep" 의 주춧돌을 구성했다. Kramer는 또한 "Icebowl"로 이름 붙여진 1967년 NFL Championship Game에서 센터 Ken Bowman과 함께 달라스 카우보이스 소속이었던 디펜시브 테클 Jethro Pugh을 상대로 경기 종료 직전 결정적인 블록을 성공시켜 악평을 얻었는데, 이로써 패커스는 지금까지 어느 팀도 이루지 못한 3연속 NFL Championship을 달성하게 되었다.

## 라이트 가드
라이트 가드(Right Guard / RG)는 오펜시브 라인의 오른쪽에 위치한다. 라이틀 태클과 유사하다.

## 레프트 가드
레프트 가드(Left Guard / LG)는 오펜시브 라인의 왼쪽에 위치한다. 레프트 태클과 유사하다.